# Институт полярных и морских исследований имени Альфреда Вегенера
Институт полярных и морских исследований им. Альфреда Вегенера (нем. Alfred-Wegener-Institut für Polar- und Meeresforschung, AWI) — научно-исследовательский институт, расположенный в Бремерхафене, Германия. Институт был основан 15 июля 1980 года и назван в честь выдающегося немецкого геолога и метеоролога Альфреда Вегенера. Является членом Объединения имени Гельмгольца.

Logo

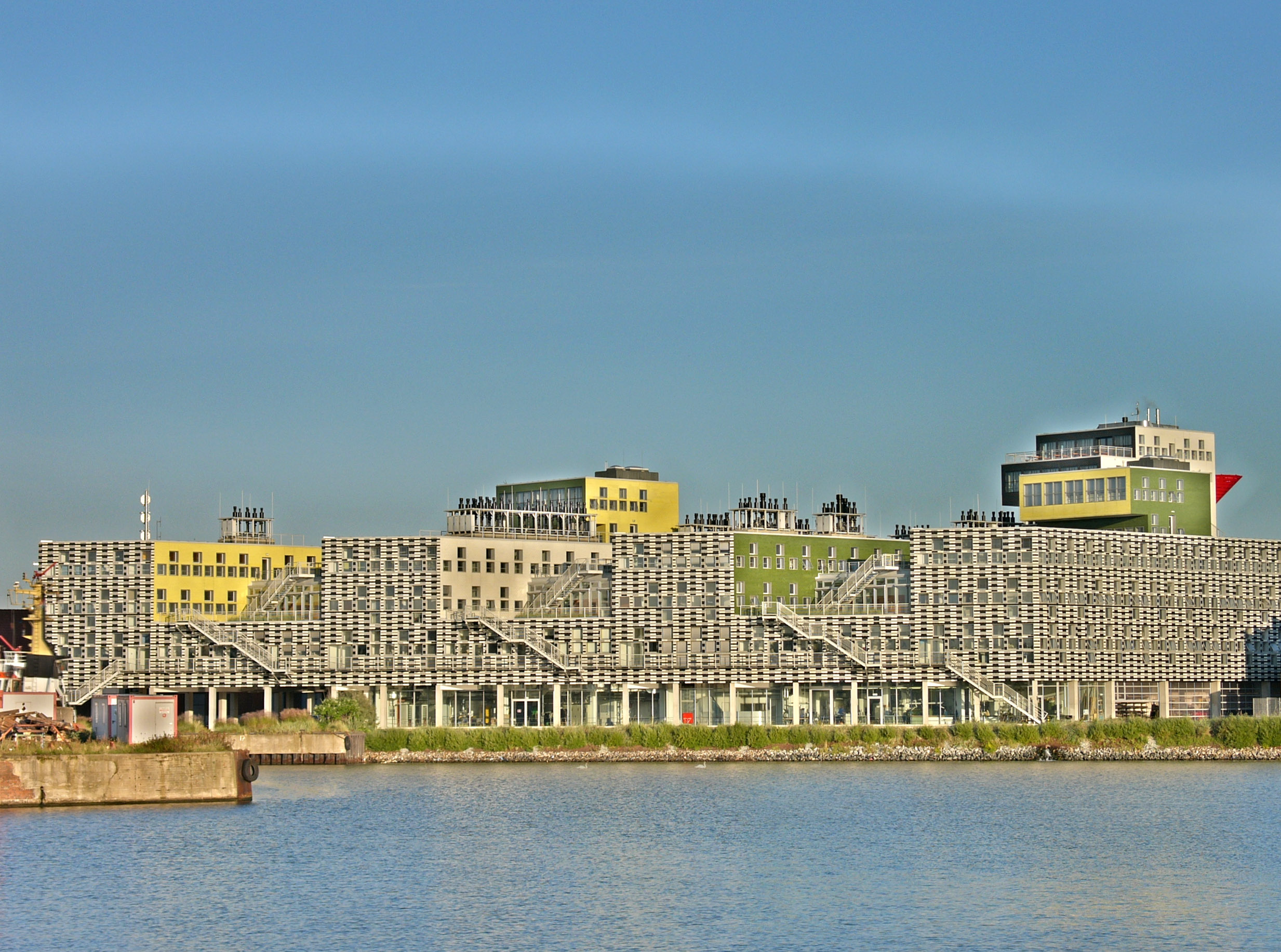
Здание AWI в Бремерхафене

## Структура института
Институт имеет четыре основных отдела:
- Отделение климатической системы, которое занимается изучением океанов, льда и атмосферы как физической и химической системы.
- Отделение экосистем пелагической зоны, которое изучает экологию планктона.
- Отделение экосистем бентической зоны, которое занимается изучением биологии океана на различных глубинах.
- Отделение физической географии, изучающее развитие климата.

## Исследовательские площадки
Помимо основного учреждения в Бремерхафене, институт имеет научно-исследовательские станции в Потсдаме, Гельголанде, Зильте, Арктике и Антарктике, а также научно-исследовательское судно Поларштерн.